# Мудір Аль-Радаей
Мудір Абдурабу Алі Аль-Радаей (араб. مدير عبد ربه الرداعي; нар. 1 січня 1993, Сана, Ємен) — єменський футболіст, захисник катарського клубу «Аль-Арабі» та національної збірної Ємену.

## Клубна кар'єра
Дорослу футбольну кар'єру розпочав 2012 року в «Аль-Аглі» (Сана). У 2015 році перейшов в бахрейнський клуб «Іст Ріффа», де виступав протягом двох сезонів. Взимку 2018 року виїхав до Катару, де підсилив місцевий клуб «Аль-Арабі». У футболці столичного клубу дебютував 2 лютого 2018 року в нічийному (0:0) домашньому поєдинку 15-го туру Ліги зірок Катару проти «Умм-Салаля». Мудір вийшов на поле в стартовому складі, а на 62-ій хвилині отримав пряму червону картку. Першим голом за «Аль-Арабі» відзначився 18 серпня 2018 року на 15-й хвилині переможного (1:0) виїзного поєдинку 3-го туру Ліги зірок Катару проти «Аль-Харатіята». Аль-Радаей вийшов на поле в стартовому складі, а на 40-й хвилині його замінив Мохаммед Абдулла. На початку січня 2019 року перейшов в оренду до іншого катарського клубу, «Аль-Вакра», але на початку липня 2019 року повернувся в «Аль-Арабі».

## Кар'єра в збірній
У футболці національної збірної Ємену дебютував 15 грудня 2012 року в програному (1:2) виїзному поєдинку кваліфікації чемпіонату Західної Азії проти Ірану. Мудір вийшов на поле в стартовому складі та відіграв увесь матч. Першим голом за національну команду відзначився 5 вересня 2017 року на 28-ій хвилині нічийного (2:2) поєдинку кубку Азії проти Філіппін. Аль-Радаей вийшов на поле в стартовому складі та відіграв увесь матч.

### Голи за національну команду
Рахунок та результат збірної Ємену в таблиці подано на першому місці.
| №  | Дата           | Місце                                      | Суперник  | Рахунок | Результат | Змагання                     |
| -- | -------------- | ------------------------------------------ | --------- | ------- | --------- | ---------------------------- |
| 1. | 5 вересня 2017 | Панад Парк-енд-Стедіум, Баколод, Філіппіни | Філіппіни | 1–0     | 2–2       | кваліфікація кубку Азії 2019 |